# Brigada Fluvial de Infantería de Marina n.º 1
La Brigada Fluvial de Infantería de Marina n.º 1 es una unidad Operativa Menor de la Armada Nacional de Colombia, creada el 4 de agosto de 1999 como fusión del antiguo Batallón Fluvial de Infantería de Marina n.º 51 (BAFLIM51) y la Fuerza Naval Fluvial (FNF), siendo su primer Comandante el señor Coronel Javier Leguizamon Carranza.
Su puesto de mando está ubicado en la ciudad de Bogotá, considerando que debe prestar apoyo logístico, administrativo, mantenimiento y entrenamiento a todas sus unidades tácticas, las cuales se encuentran en los ríos del país.

## Misión
Proporcionar apoyo técnico, administrativo, logístico y entrenamiento a las Unidades Tácticas orgánicas y apoyar el mantenimiento de las demás Unidades Fluviales de la Armada Nacional, con el propósito de mantenerlas en alto grado de alistamiento para empleo operacional efectivo que garantice el desarrollo y la sostenibilidad de las operaciones.

## Unidades Tácticas
- Batallón Fluvial de Infantería de Marina n.º 20 (BAFLIM20), con sede y puesto de mando en Turbo, Antioquía
  - Puesto Fluvial Avanzado 21, en Matuntugo, Antioquia

- Batallón Fluvial de Infantería de Marina n.º 30 (BAFLIM30), con sede y puesto de mando en Yatí, Bolívar
  - Puesto Fluvial Avanzado 31, en Barrancabermeja, Santander
  - Puesto Fluvial Avanzado 32, en Calamar, Bolívar
  - Puesto Fluvial Avanzado 33, en San Marcos, Bolívar

- Batallón Fluvial de Infantería de Marina n.º 40 (BAFLIM40), con sede y puesto de mando en Puerto Carreño, Vichada
  - Puesto Fluvial Avanzado 41, en Puerto López, Meta
  - Puesto Fluvial Avanzado 42, en Nuevo Antioquia, Vichada
  - Puesto Fluvial Avanzado 43, en Arauca, Arauca

- Batallón Fluvial de Infantería de Marina n.º 50 (BAFLIM50), con sede y puesto de mando en Inírida, Guainía
  - Puesto Fluvial Avanzado 51, en Barrancón, Guaviare

- Batallón Fluvial de Infantería de Marina n.º 60 (BAFLIM60), con sede y puesto de mando en Puerto Leguízamo, Putumayo
  - Puesto Fluvial Avanzado 61, en El Encanto, Amazonas
  - Puesto Fluvial Avanzado 62, en Tres Esquinas, Caquetá
  - Puesto Fluvial Avanzado 63, en La Tagua, Putumayo

- Escuela de Combate Fluvial, con sede en Turbo, Antioquía

- Componente Naval Brigada Fluvial